# Tomintoul (palírna)
Tomintoul je skotská palírna společnosti Angus Dundee Distillers Plc. nacházející se ve vesnici Tomintoul poblíž Ballindalloch v hrabství Banffshire, jež vyrábí skotskou sladovou whisky.

## Historie
Palírna byla založena v roce 1964 společností Whyte & MacKay. Palírna je postavena u kvalitního pramene Ballantruan Spring v jedné z nejvýše položených vesnic ve Skotsku Tomintoulu. Palírna společnosti Whyte & MacKay patří do roku 2000, kdy přechází do vlastnictví společnosti Angus Dundee Distillers Plc. Produkuje whisky značky Tomintoul, což je 12letá whisky s obsahem alkoholu 40%. Část produkce se používá do míchaných whisek Whyte & MacKay. V této whisky je cítit bohatá hrozinková chuť se závěrem pražených ořechů.